# Gunupur
Gunupur là một thị xã và là nơi đặt ủy ban khu vực quy hoạch (notified area committee) của quận Rayagada thuộc bang Orissa, Ấn Độ.

## Địa lý
Gunupur có vị trí 19°05′B 83°49′Đ / 19,08°B 83,82°Đ Nó có độ cao trung bình là 83 mét (272 feet).

## Nhân khẩu
Theo điều tra dân số năm 2001 của Ấn Độ, Gunupur có dân số 21.196 người. Phái nam chiếm 50% tổng số dân và phái nữ chiếm 50%. Gunupur có tỷ lệ 63% biết đọc biết viết, cao hơn tỷ lệ trung bình toàn quốc là 59,5%: tỷ lệ cho phái nam là 72%, và tỷ lệ cho phái nữ là 55%. Tại Gunupur, 11% dân số nhỏ hơn 6 tuổi.